# 不利解释原则
不利解释原则（拉丁語：Contra proferentem），或利用人承担风险原则，是合同解释中的一个原则，即在约定、协定和合同条款存在歧义时，应对合同做不利于制定条款一方的解释。该原则通常适用于涉及制式化合同或订立合同双方实力对比悬殊的情况。

## 实例
《中华人民共和国合同法》第41条及《中华人民共和国民法典》第四百九十八条规定：“对格式条款的理解发生争议的，应当按照通常理解予以解释。对格式条款有两种以上解释的，应当作出不利于提供格式条款一方的解释。格式条款和非格式条款不一致的，应当采用非格式条款。”